# Paolo Condò
Paolo Condò (Trieste, 8 novembre 1958) è un giornalista e opinionista italiano. A lungo collaboratore de La Gazzetta dello Sport, a la Repubblica dall'agosto 2020 al dicembre 2024, dal gennaio 2025 è una delle firme del Corriere della Sera. Dal 2015 è anche opinionista televisivo per Sky Sport.

## Biografia
Nato a Trieste, Paolo Condò si interessa al calcio e alla pallacanestro, disciplina praticata dai tempi del liceo.
Residente in Brianza, a Sirtori, è sposato dal 2000 e ha due figli, nati rispettivamente nel 2002 e nel 2005.

## Carriera

### Gli inizi
Subito dopo la maturità (conseguita al Liceo Scientifico Statale "G. Oberdan" di Trieste, da lui frequentato negli anni 1972-1977) Paolo Condò incomincia a scrivere articoli su calcio e basket per Trieste Sport. La prima partita in assoluto che segue è Opicina Supercaffè (ora Polisportiva Opicina)-Primorec, partita di seconda categoria triestina. Intraprende per pochi mesi gli studi di Lettere moderne all'Università degli Studi di Trieste, per poi abbandonarli.
Nel 1983 viene contattato da Il Piccolo di Trieste, con il quale collabora lavorando "a pezzo" per qualche mese, prima di svolgere 18 mesi di praticantato. Incomincia così la sua carriera da giornalista professionista.

### La Gazzetta dello Sport
Nel 1984, aiutato dal fatto che l'editore de Il Piccolo e de La Gazzetta dello Sport era lo stesso in quel periodo, Paolo Condò viene contattato dalla Gazzetta e si trasferisce a Milano nello stesso anno. Con la Gazzetta segue 7 Mondiali (1990, 1994, 1998, 2002, 2006, 2010, 2014) e 5 Europei di calcio, 2 Olimpiadi estive, 8 Giri d'Italia e numerosi altri eventi.
Prima di passare a Sky, lavora con Gazzetta TV a due stagioni di Condò Confidential in cui intervista autorevoli personaggi dello sport. È, inoltre, la "seconda voce" (commentatore tecnico) delle partite della Copa América 2015 trasmesse dal canale 59 del digitale terrestre. È stato capo della redazione Calcio nel 2004 e nel 2005. Ha inoltre dal 2009 una sua rubrica su SportWeek, che dal 2019 prende il nome del suo programma.

### Sky
Dopo alcuni anni come ospite (principalmente della trasmissione "Sky Calciomercato"), a fine estate 2015 Paolo Condò passa ufficialmente a Sky, rimanendo in collaborazione con il giornale di RCS Mediagroup e con Rivista Undici. Viene inserito in "Sky Calciomercato" di Bonan e come ospite fisso a Sky Calcio Show. Inoltre, nella stagione 2018-2019 viene inserito nella rubrica di Ilaria D'Amico Champions League Show insieme con Fabio Capello e Alessandro Costacurta.
Per Sky Sport realizza "Mister Condò", una serie di interviste (con format simile a Condò Confidential) ad allenatori che hanno operato nel campionato italiano negli ultimi anni.

### la Repubblica
Il 31 agosto 2020, dopo 36 anni di collaborazione, Condò lascia La Gazzetta dello Sport e SportWeek per passare a la Repubblica, su invito del nuovo direttore Maurizio Molinari.

### Corriere della Sera
Il 31 dicembre 2024 Condò lascia la Repubblica e passa al Corriere della Sera, entrando a far parte della redazione sportiva.

## Pallone d'oro
Paolo Condò è dal 2010 il giornalista italiano designato per la votazione del Pallone d'oro assegnato dalla rivista France Football. Si è espresso più volte molto favorevolmente riguardo al ''ritorno alle origini'' del 2016, anno in cui il premio è tornato a essere valutato solo dai giornalisti, con l'esclusione di capitani e allenatori delle nazionali di calcio.
Questi i voti che ha dato negli anni, confrontati con l'effettivo vincitore:
| Anno | Prima preferenza  | Seconda preferenza | Terza preferenza  | Vincitore Pallone d'Oro |
| ---- | ----------------- | ------------------ | ----------------- | ----------------------- |
| 2010 | Wesley Sneijder   |                    |                   | Lionel Messi            |
| 2011 | Lionel Messi      |                    |                   | Lionel Messi            |
| 2012 | Andrés Iniesta    | Cristiano Ronaldo  | Andrea Pirlo      | Lionel Messi            |
| 2013 | Franck Ribéry     | Cristiano Ronaldo  | Lionel Messi      | Cristiano Ronaldo       |
| 2014 | Cristiano Ronaldo | Manuel Neuer       | Ángel Di María    | Cristiano Ronaldo       |
| 2015 | Lionel Messi      | Robert Lewandowski | Neymar            | Lionel Messi            |
| 2016 | Gareth Bale       | Cristiano Ronaldo  | Antoine Griezmann | Cristiano Ronaldo       |
| 2017 | Cristiano Ronaldo | Luka Modrić        | Gianluigi Buffon  | Cristiano Ronaldo       |
| 2018 | Antoine Griezmann | Cristiano Ronaldo  | Luka Modrić       | Luka Modrić             |
| 2019 | Virgil van Dijk   | Frenkie de Jong    | Cristiano Ronaldo | Lionel Messi            |
| 2021 | Jorginho          | Karim Benzema      | Lionel Messi      | Lionel Messi            |
| 2022 | Karim Benzema     | Sadio Mané         | Kylian Mbappé     | Karim Benzema           |
| 2023 | Lionel Messi      | Erling Haaland     | Kylian Mbappé     | Lionel Messi            |
| 2024 | Rodri             | Jude Bellingham    | Vinicius Júnior   | Rodri                   |

## Pallacanestro
Anche se il suo lavoro è basato principalmente sul calcio, continua a coltivare la sua passione per la pallacanestro: negli ultimi anni (e soprattutto da quando si è spostato a Sky) segue prevalentemente l'NBA poiché non è d'accordo sull'impiego spropositato di giocatori stranieri nel campionato italiano, ma si è anche dichiarato più volte appassionato tifoso di Milano Olimpia e della sua Trieste.

## Opere
- Sotto copertura, Casale Monferrato. Edizioni Piemme, 2002. ISBN 88-3847-083-9.
- Il calcio dentro. La storia di Roberto Mancini allenatore dal primo giorno in cui ha rincorso un pallone assieme agli amici, Milano. Rizzoli, 2002.
- Paolo Condò, Mauro Casadio. Una vita da Maradona. 50 anni del genio che ha cambiato il calcio per sempre, Milano. La Gazzetta dello Sport, 2010.
- Il calcio di Vialli ai raggi X, Milano. La Gazzetta dello Sport, 2012.
- Il calcio di Mancini ai raggi X, Milano. La Gazzetta dello Sport, 2012.
- Duellanti, Milano. Baldini & Castoldi, 2016. ISBN 88-6852-820-7.
- Paolo Condò, Francesco Totti. Un capitano, Roma. Rizzoli, 2018. ISBN 88-1710-586-4.

## Riconoscimenti
- IX edizione Premi allo Sport-Giornalisti[29], 1997, Trofeo Nereo Rocco
- XXXVI premio giornalistico "Beppe Viola"[30], 1997, Beppe Viola Awards
- IL premio Cronaca e intervista[31], 1999, CONI-USSI
- XXXIV premio giornalistico "Carmelo Santini"[32], 2013, Premio Viareggio Sport
- XXXVII premio "Giornalista dell'anno per l'informazione sportiva"[6], 2017, Premio Ischia Internazionale di Giornalismo
- XVIII premio giornalistico "Francesco Valentini"[1], 2018
- LV premio "Selezione Bancarella dello Sport"[33], 2017, Fondazione Città del Libro Pontremoli